# Крушение вертолёта «Чинук» (1994)
Крушение вертолёта «Чинук» — авиационная катастрофа, произошедшая в четверг 2 июня 1994 года примерно в 18:00 GWT. Вертолёт Королевских ВВС Великобритании Boeing Chinook HC.2 (серийный номер ZD576, позывной F4J40) совершал перелёт по маршруту Белфаст—Инвернесс, а на его борту находилось 4 члена экипажа и 25 пассажиров; большую их часть составляли сотрудники разведывательной службы MI5 — ведущие специалисты Северной Ирландии по государственной безопасности и сбору информации. Однако недалеко от Инвернесса вертолёт попал в густой туман и, двигаясь сквозь него, врезался в гору на мысе Малл-оф-Кинтайр (Шотландия) и полностью разрушился. Погибли все 29 человек, находившиеся на его борту. Эта катастрофа стала крупнейшей катастрофой с участием транспорта Королевских ВВС Великобритании, случившейся в мирное время.
В 1995 году комиссия по расследованию заявила о невозможности определения точной причины катастрофы. Хотя два старших сотрудника возложили ответственность за случившееся на пилотов, которые управляли вертолётом на слишком малой высоте и двигались слишком быстро в тумане, этому решению воспротивились родственники и друзья погибших, а в ходе дальнейшей проверки британских «Чинуков» выявились серьёзные технические неисправности, которые ранее не были замечены экспертами. В 2001 году Парламентская комиссия по расследованию порекомендовала снять ответственность с экипажа, поскольку сомнения в их виновности невозможно было устранить окончательно. В 2011 году ответственность с погибших членов экипажа была снята.

## Вертолёт Chinook
Вертолёт Boeing CH-47C Chinook с заводским номером B-868 (модификация Chinook HC.1 для Британских ВВС) был произведён в США в городе Ридли-Парк (штат Пенсильвания) на главном заводе компании Boeing. Он поступил в распоряжение Королевских ВВС Великобритании 22 декабря 1984 года и получил серийный номер ZD576. 21 апреля 1994 года его передали 7-й эскадрилье ВВС Великобритании как вертолёт Chinook HC.2.
Согласно данным технических специалистов, в функционировании вертолёта были выявлены многочисленные неполадки:
- по прибытии вертолёта на базу Одихем[англ.] техники заявили о необходимости замены двигателя № 1;
- 10 мая группа экспертов обнаружила, что одна из крепёжных скоб сильно сместилась, что могло привести к нарушению управления общим шагом вертолёта, и эту поломку расценили как критическую, а сообщение об обнаруженной неисправности было передано экипажам всех вертолётов Chinook Британских ВВС[5];
- 17 мая была произведена повторная замена двигателя № 1 после того, как было зафиксировано многократное включение аварийных сигналов на вертолёте;
- 25 мая во время одного из полётов произошёл отказ двигателя № 2[4][6].

31 мая два вертолёта Chinook HC.1s покинули авиабазу Ольдергров, а их место занял вертолёт HC.2 с серийным номером ZD576.

## Хронология событий

### Экипаж и пассажиры
2 июня 1994 года вертолёту Chinook HC.2 борт ZD576 предстояло совершить перелёт из северноирландского Белфаста в шотландский Инвернесс. Экипаж состоял из четырёх человек, вертолётом управляли два лётчика войск специального назначения Великобритании:
- 28-летний флайт-лейтенант[англ.] Джонатан Пол Тэппер (англ. Jonathan Paul Tapper), пилот[10]
- 30-летний флайт-лейтенант Ричард Дэвид Кук (англ. Richard David Cook), второй пилот[10]
- 36-летний старший грузовой[англ.] Грэм Уильям Форбс (англ. Graham William Forbes)[10]
- 30-летний сержант Кевин Эндрю Харди (англ. Kevin Andrew Hardie)[10], грузовой[11]

На борту было 25 пассажиров — шесть агентов разведывательной службы MI5 (в отчёте Палаты общин от 2011 года они значились как сотрудники Министерства по делам Северной Ирландии), десять высокопоставленных сотрудников Королевской полиции Ольстера и девять сотрудников разведки Британской армии. Все эти люди были опытными экспертами в вопросах государственной безопасности: по прибытии в Инвернесс они должны были Форт-Джордж (недалеко от Инвернесса) для участия в конференцию по вопросам национальной безопасности. Список пассажиров был засекречен и немедленно уничтожен лётчиками после ознакомления с информацией о пассажирах, однако позже информация об экипаже и пассажирах попала в открытый доступ — по просьбе родных адреса проживания и фотографии тех, кто был в тот день на борту вертолёта, не публиковались. На борту вертолёта находились следующие лица:
Разведывательный корпус Британской армии
- Ричард Аллен (англ. Richard Allen), майор
- Кристофер Джон Байлз (англ. Christopher John Biles), полковник
- Ричард Лоуренс Грегори-Смит (англ. Richard Lawrence Gregory-Smith), подполковник
- Кристофер Джон Докерти (англ. Christopher John Dockerty), майор
- Рой Пью (англ. Roy Pugh), майор
- Гэри Пол Спаркс (англ. Gary Paul Sparks), майор
- Джон Уильям Тобиас (англ. John William Tobias), подполковник
- Джордж Виктор Александр Уильямс (англ. George Victor Alexander Williams), подполковник
- Энтони Роберт Хорнби (англ. Anthony Robert Hornby), майор

Королевская полиция Ольстера
- Деннис Стэнли Бантинг (англ. Dennis Stanley Bunting), главный инспектор
- Уильям Резерфорд Гуильям (англ. William Rutherford Gwilliam), суперинтендант
- Стивен Эндрю Дэвидсон (англ. Stephen Andrew Davidson), инспектор
- Филип Джордж Дэвидсон (англ. Philip George Davidson), суперинтендант
- Дезмонд Патрик Конрой (англ. Desmond Patrick Conroy), главный суперинтендант
- Кевин Майкл Мэджи (англ. Kevin Michael Magee), инспектор
- Морис Маклафлин Нилли (англ. Maurice McLaughlin Neilly), главный суперинтендант[11], участник расследований[англ.] сэра Джона Стивенса[англ.] о сотрудничестве ольстерских лоялистов с Британской армией и полицией Ольстера[14]
- Джон Тёрбитт Финикс (англ. John Turbitt Phoenix), суперинтендант[11], в прошлом военнослужащий воздушно-десантных войск Великобритании[15]
- Джон Чарльз Брайан Фитцсиммонс (англ. John Charles Brian Fitzsimons), помощник главного констебля[12], в прошлом начальник управления «E» специального отдела Королевской полиции Ольстера[англ.][15]
- Роберт Патрик Фостер (англ. Robert Patrick Foster), суперинтендант

Гражданские лица (фактически сотрудники MI5)
- Мартин Джордж Далтон (англ. Martin George Dalton)
- Джон Роберт Деверелл (англ. John Robert Deverell)
- Энн Кэтрин Джеймс (англ. Anne Catherine James)
- Майкл Брюс Мэлтби (англ. Michael Bruce Maltby)
- Стивен Льюис Рикард (англ. Stephen Lewis Rickard)
- Джон Стюарт Хэйнс (англ. John Stuart Haynes)

### Катастрофа
2 июня 1994 года вертолёт днём совершил вылет для транспортировки войск, поскольку британские службы безопасности посчитали небезопасным наземное передвижение британских войск в определённых районах Северной Ирландии: в то время возобновились вооружённые нападения «Временного» крыла Ирландской республиканской армии на британских военных. По завершении этого вылета «Чинук» вернулся на авиабазу Ольдергров в 15:20. В 17:42 вертолёт поднялся в воздух и направился в сторону Инвернесса. Согласно данным метеосводок, погода ожидалась ясной и безоблачной, за исключением района мыса Малл-оф-Кинтайр, где ожидался сильный туман. В 17:55 экипаж связался с диспетчером британских войск в Шотландии.
Около 18:00 вертолёт Chinook ZD576, попав в плотный туман на мысе Малл-оф-Кинтайр, врезался в гору. Изначально предполагалось, что столкновение произошло на высоте 250 метров над уровнем моря и в 500 метрах к востоку от маяка на острове. Однако позднее было установлено, что вертолёт пролетел ещё 187 метров в северном направлении и поднялся на 27 метров, прежде чем врезаться в гору; все находившиеся на его борту, скорее всего, погибли мгновенно в результате взрыва и последующего пожара. В связи с сильным туманом и видимостью всего в несколько метров никто из тех, кто слышал шум вертолёта, не мог увидеть его падение.

## Реакция
Командующий ВВС Великобритании сэр Уильям Раттен (англ. William Wratten) назвал катастрофу крупнейшей катастрофой мирного времени с участием ВВС Великобритании, когда-либо случавшейся; один из журналистов отметил, что эта катастрофа стала ударом для правительства Джона Мейджора (англ. John Major) и временно парализовала деятельность британских военных по борьбе против ирландских повстанцев. Королевская полиция Ольстера прежде никогда не несла подобных потерь: до 1994 года всего пять её высокопоставленных сотрудников погибли от рук членов ИРА.
Гибель элиты британских специалистов по разведке и отсутствие свидетелей при туманной погоде стали причиной появления слухов о теориях заговора и обвинений в адрес британских военных в сокрытии истинной информации. По одной из версий, сверхзвуковой самолёт ВВС США якобы создал зону турбулентности, куда попал вертолёт «Чинук»; по другой версии, вертолёт был умышленно направлен в гору в связи с тем, что британские власти начали переговоры о мирном урегулировании конфликта в Северной Ирландии.

## Расследования

### Первоначальное
Комиссия ВВС Великобритании по расследованию причин катастрофы к 1995 году заключила, что не может назвать точную причину катастрофы в связи с отсутствием убедительных доказательств. Первоначально рассматривалась версия о теракте, а именно о том, что вертолёт был сбит боевиками Ирландской республиканской армии из ПЗРК «Стрела-2», однако её быстро исключили, так как не было обнаружено обломков, оказавшихся в значительной отдалённости от места крушения. Два высокопоставленных лица из ВВС Великобритании, изучая улики, сделали вывод о том, что виновниками трагедии были пилоты, проявившие грубую халатность: они летели в густом тумане слишком быстро и на слишком малой высоте. Расследование и его результаты многие подвергли критике, поскольку не было понятно, что вызвало катастрофу: ошибки экипажа или техническая неисправность. В 2011 году отчёт британского парламента показал, что лица, которые вели расследование, не нашли бесспорных доказательств халатности пилотов.

### Дальнейшие
После первого скандального расследования были проведены дальнейшие проверки. Результаты расследования катастрофы в 1996 году, отчёт Комитета по защите Палаты общин в 2000 году и доклад Комитета по общественным вопросам Палаты общин как минимум оставили вопрос о вине пилотов открытым. Семьи пилотов и ведущие политики (в том числе бывший премьер-министр Джон Мейджор и бывший министр обороны Малкольм Рифкинд (англ. Malcolm Rifkind)) потребовали провести повторное расследование, которое началось в 2001 году по инициативе Палаты лордов и продолжалось с сентября по ноябрь. 31 января 2002 года были опубликованы результаты расследования: пилоты были необоснованно обвинены в грубой халатности.
В декабре 2007 года министр обороны Дес Браун (англ. Des Broune) согласился составить новый доклад о катастрофе. 8 декабря 2008 года министр обороны Джон Хаттон (англ. John Hutton) заявил, что в докладе не было представлено новых доказательств и что вердикт в отношении лётчиков остаётся в силе. 4 января 2010 года расследование возобновилось после того, как был обнародован внутренний документ Министерства обороны Великобритании, опубликованный за 9 месяцев до катастрофы. В документе говорилось, что программное обеспечение двигателя «безусловно опасное», поскольку может привести к отказу обоих двигателей. В 2011 году был опубликован отчёт, в котором говорилось о необоснованной критике в отношении комиссии по расследованию, которая обвиняла экипаж в недостаточном уделении внимания техническим характеристикам вертолёта.
13 июля 2011 года министр обороны Лиам Фокс (англ. Liam Fox) изложил депутатам Палаты общин выводы независимого расследования, проведённого в 1994 году, согласно которым с пилотов снимались всякие обвинения в грубой халатности. Правительство приняло во внимание подтверждение лорда Филипа (англ. Alexander Philip), что заявление начальника управления авиационной техники, опубликованное в 1993 году, было одобрено Британскими ВВС. Согласно этому заявлению, навигационные системы и средства связи вертолётов типа Chinook HC.2 авиационный экипаж не имел права использовать, поэтому подобные вертолёты не имели разрешения на полёт. Однако это заявление сокрыли от пилотов, и поэтому Британские ВВС сделали ошибочное заключение о том, что вертолёты соответствуют всем требованиям безопасности. В декабре 2012 года министр вооружённых сил Эндрю Робатэн (англ. Andrew Robathan) подтвердил, что ложное заявление не является проступком, несмотря на то, что непосредственно привело к гибели военнослужащих.

## Возможные причины катастрофы

### Ошибки экипажа
Специалист по авиационной безопасности Эндрю Брукс (англ. Andrew Brookes) писал, что истинную причину катастрофы не удастся установить, но при этом отмечал усталость пилотов как один из факторов, приведших к катастрофе. Перед вылетом в Инвернесс пилоты Тэппер и Кук выполняли служебные обязанности: в течение 9 часов и 15 минут без отдыха несли службу, в том числе налетав 6 часов. Если бы пилоты добрались до Форт-Джорджа, им бы понадобилось особое разрешение от старшего по званию на возвращение на базу Ольдергров. В 2000 году в Палате лордов баронесса Элизабет Саймонс (англ. Baroness Elizabeth Symons) заявила, что пилоты должны были либо уйти от Малла при плохой погоде, либо подняться выше:

Нет доказательств какого-то существенного изменения курса или решения об этом, если таковое было принято экипажем. Когда экипаж разблокировал компьютер на Малле, пилоты уже знали, как близко находились к Маллу, и с учётом ухудшающейся погоды и строгих требований к видимости в соответствии правилам визуального полёта они должны были к этому моменту выбрать другой путь. Поскольку они этого не сделали, они могли, согласно правилам, либо немедленно уйти от Малла, либо снизить скорость движения и подняться на безопасную высоту.
Оригинальный текст (англ.)There is no evidence of any significant change of course and none of the decision, if any, that the crew made. When the crew released the computer from its fix on the Mull, the pilots knew how close to the Mull they were and, given the deteriorating weather and the strict visibility requirements under visual flight rules they should by that time already have chosen an alternative course. As they had not done so, they could, and, under the rules, should have either turned away from the Mull immediately or slowed down and climbed to a safe altitude.

В 2002 году на слушаниях в Палате лордов лорд Гленартур, который пилотировал военные и гражданские вертолёты Великобритании и налетал более 4 тысяч часов, поддержал официальные выводы следствия, заявив, что не может найти другой причины, кроме как ошибки экипажа:

Если мы заводим речь о военной авиации, важно помнить, что мы подразумеваем дисциплинированную службу, где законы нужно строго соблюдать в любом случае, если только нет серьёзной оперативной причины поступать иначе. Никоим образом ни я, ни многие из тех, с кем я разговаривал, не могут понять какую-либо причину того, почему огромный вертолёт — неважно, с пассажирами или без — на высокой скорости и на малой высоте, при плохих погодных условиях проигнорировал все факты и поднялся в облака, двигаясь к суше с моря и находясь ниже минимальной безопасной высоты. Откровенно говоря, это невероятно: здесь вскрылась нехватка внимания к концепции воздухоплавания как такового, которая является (или должна быть) одинаковой в умах военных и гражданских пилотов за время их лётной карьеры и может быть трудной для понимания людям, не знакомым вообще с полётами.
Оригинальный текст (англ.)When we talk about military aircraft, it is important always to remember that we are concerned with disciplined services, where rules are absolute and to be obeyed unless there is a very good operational reason for doing otherwise. By no stretch of the imagination can I, or very many others to whom I have spoken, conceive of any reason for flying a large helicopter, with or without passengers, at speed and at low level into doubtful visual meteorological conditions, probably breaching them, and entering cloud while approaching land from the sea, below the minimum safe altitude. It is, frankly, incredible; it exhibits a lack of attention to the concept of airmanship which is, or should be, dinned into the minds of all military and civil pilots throughout their flying careers, and which may be difficult for people not so familiar with flying to comprehend fully.

В своей книге писатель Стюарт Кэмпбелл (англ. Steuart Campbell) предположил, что пилоты сделали две ошибки: не смогли набрать безопасную высоту до входа в туман и по ошибке приняли станцию оповещения о тумане за маяк, что и привело к трагедии. Комитет по расследованиям выяснил, что экипаж мог отвлечься при попытке уйти от Малла, а при входе в туман не смог своевременно выполнить правильную процедуру аварийного набора высоты. Правила визуальных полётов Королевских ВВС Великобритании предусматривают, что видимость для экипажа должна составлять не менее 5500 метров при скорости выше 260 км/ч или не менее 1 километра ниже данной скорости, а в случае невыполнения этих условий экипаж должен немедленно совершить аварийный набор высоты. Из 10 опрошенных свидетелей 9 сообщили, что видимость на земле в тумане составляла от 10 до 100 метров в момент катастрофы, а видимость в полёте была приблизительно такой же. 10-й свидетель — рыбак — сообщил, что видимость составляла 1600 метров, однако затем он отказался от своих показаний.
Если принимать показания свидетелей как истинные, то пилоты обязаны были пользоваться правилами полётов по приборам ВВС Великобритании, а именно замедлить скорость вертолёта и подняться на безопасную высоту как можно быстрее. Безопасная высота в районе Малл-оф-Кинтайр составляла 730 метров над уровнем моря при высшей точке острова в 300 метров. Катастрофа произошла на высоте 250 метров, что было на 490 метров ниже безопасного уровня. Комитет по расследованию катастрофы рекомендовал разработать формальные процедуры для перехода от правил визуальных полётов к правилам полётов по приборам, и британская авиация включила подобные действия в обязательный курс обучения пилотов.
Отчёт 2011 года гласил, что вероятность грубой халатности нельзя было исключать, однако было слишком много сомнений в этом варианте развития событий, к тому же пилоты обладали высоким опытом и безупречной репутацией.

### Проблемы с программным обеспечением
В качестве другой причины катастрофы называется некорректная работа программного обеспечения, которое отвечало за управление двигателем. Редактор журнала Computer Weekly Карл Шнайдер (англ. Carl Schneider) в 2002 году заявил, что если бы эта версия была доказана, к ответственности пришлось бы привлечь и производителя программного обеспечения для вертолётов:

Действительно ли программное обеспечение привело к каким-то из подобных аварий, мы никогда не узнаем. Всё потому, что если программное обеспечение отказывает или содержит ошибки в коде или дизайне… только производитель может разобраться в этой системе достаточно хорошо, чтобы определить недостатки […] Это шаг вперёд в отношении пользователей уязвимого оборудования — пилотов […], которые не могут доказать свою невиновность. Поэтому гибель Chinook ZD576 — много больше, чем катастрофа вертолёта. Принять вердикт против лётчиков — принять факт, что проще обвинить исполнителей, если невозможно установить причину катастрофы.
Оригинальный текст (англ.)The chances are that if software caused any of these accidents, we would never know. This is because when software fails, or it contains coding or design flaws… only the manufacturer will understand its system well enough to identify any flaws… Step forward the vulnerable equipment operators: the pilots… who cannot prove their innocence. That is why the loss of Chinook ZD576 is so much more than a helicopter crash. To accept the verdict against the pilots is to accept that it is reasonable to blame the operators if the cause of a disaster is not known.

На всех вертолётах «Чинук» была установлена компьютерная система управления двигателями FADEC: в ходе обновления вертолётов серии Chinook HC.1 её установили на все машины серии Chinook HC.2. Министерство обороны Великобритании получило £ 3 000 000 от производителей системы «Textron» после того, как в 1989 году наземные испытания FADEC привели к катастрофе вертолёта «Чинук» в США. Разработчики признали, что компьютерная система дала сбой в 1989 году и что её надо исправить. Однако комиссия, расследовавшая катастрофу 1994 года, считала вполне достаточными доводы, что ошибка программного обеспечения, приведшая к катастрофе в США, не имела никакого отношения к катастрофе в Шотландии.
Следователи получили информацию от производителя вертолётов, касающуюся функционирования FADEC, согласно которой данные с блока памяти второго двигателя не содержали упоминаний о превышении крутящего момента или температуры, а данные о мощности обоих двигателей после столкновения указывали на отсутствие данных о падении мощности в каком-то двигателе; в целом никаких неисправностей двигателя FADEC не зафиксировала. Предполагалось, что мощность двигателя в случае отказа FADEC станет асинхронной и не совпадающей с требованиями, однако расследование установило, что оба двигателя в момент столкновения соответствовали всем требованиям, и вероятность отказа FADEC тем самым была сведена к нулю.
Компании «Electronic Data Systems» было поручено провести независимую оценку работы компьютерной системы на Chinook HC.2 в 1993 году. Доклад Палаты общин гласил, что эксперты комиссии EDS-SCICON, изучив 18 % кода, обнаружили 486 предупреждений и ошибок, после чего немедленно прекратили дальнейшее изучение кода. Лётный экипаж действительно испытывал регулярные трудности в связи с неправильной работой компьютерной системы управления двигателем: происходили неуправляемые запуски и прогоны двигателей, выполнялись неуправляемые манёвры во время полёта. В 1994 году на полигоне Боскомб-Даун по итогам испытаний вертолётов Chinook HC.2 сообщили, что программное обеспечение FADEC не поддаётся проверке, поэтому непригодно для использования, а после катастрофы лётчики-испытатели Министерства обороны Великобритании и вовсе отказались летать на вертолётах, пока не будут проведены проверки двигателей, систем управления двигателями и программного обеспечения FADEC. В октябре 2001 года издание Computer Weekly сообщило, что три стипендиата Королевского общества аэронавтики признали вероятность аварии вертолёта в связи с проблемами системы управления двигателем или программного обеспечения FADEC.
Программное обеспечение FADEC, будучи критически важным, не имело никакого сертификата и не было специально изменено для установки на Chinook HC.2. Член Палаты общин Джон Спеллар (англ. John Spellar) ошибочно заявлял, что эта система не является критически важной и что её отказ не отменяет вины пилотов в крушении вертолёта, и показывал оригинал документа, свидетельствующего об этом, лорду Филипу. Министерство обороны утверждало, что не имело копии этого документа и не могло давать никаких рекомендаций Спеллару. В 2001 году были рассекречены два документа внутренней переписки, которые окончательно опровергли утверждения о том, что выход FADEC из строя не был опасным для вертолёта.

### Другие технические проблемы
Показания системы TACAN, которая фиксировала только последнюю измеренную высоту, свидетельствовали о том, что вертолёт находился на высоте 143 метров в момент катастрофы. Расследование выяснило, что какая-то из аэронавигационных систем могла передавать свои сигналы в радиоэфир вертолёта и тем самым затруднять переговоры. Однако ещё одной проблемой было то, что на вертолётах типа «Чинук» не были установлены бортовые самописцы, которые фиксировали бы параметры вертолёта или переговоры членов экипажа. Отсутствие этих данных сказалось на ходе расследования: определять скорость и высоту пришлось только по позициям деталей вертолёта, оставшихся в результате катастрофы.
Только после катастрофы с 1994 года Королевские ВВС Великобритании стали устанавливать бортовые самописцы на все вертолёты модификации Chinook HC.2, завершив процесс в 2002 году. Вертолёт официально не был признан пригодным для полётов, а ВВС Великобритании было рекомендовано не полагаться на эти машины ни в коем случае.

## Культурные аспекты
Катастрофе «Чинука» посвящена 67-я, последняя серия американского документального телесериала «Секунды до катастрофы». В ней рассматриваются три версии катастрофы:
- халатность пилотов, которые отклонились от маршрута, заданного компьютером (в серии сообщается, что в 2011 году всю вину с пилотов сняли);
- ошибка в программном обеспечении, из-за которой вертолёт залетел в облака (возможное увеличение оборотов одного винта с сохранением скорости вращения другого винта);
- неисправность рычага управления, который заклинило при маневрировании (лётчики могли попытаться совершить поворот вертолёта вокруг своей оси, чтобы уйти от столкновения, но не успели ни набрать высоту, ни совершить нужный поворот).

### ПубликацииComputer Weekly
- MPs Boost Chinook Fight (англ.). Computer Weekly (30 ноября 2000).
- Chinook report slams flawed MoD procurement methods (англ.). Computer Weekly (30 ноября 2000).

### Официальные документы комитета приПалате лордов
- Chinook ZD 576 — Written Evidence. Парламент Великобритании (31 января 2002). Дата обращения: 2 декабря 2018.
- Chinook ZD 576 — Report. Парламент Великобритании (5 февраля 2002). Дата обращения: 2 декабря 2018.
- Chinook ZD 576 — Report. PART 6: CONCLUSIONS. Парламент Великобритании (5 февраля 2002). Дата обращения: 2 декабря 2018.